# David Latxaga Ugartemendia
David Latxaga Ugartemendia (Mundaca, Vizcaya, 19 de enero de 1961) es un político español de ideología nacionalista vasca. Fue alcalde de Amorebieta-Etxano entre 2003 y 2015 y actualmente es miembro del Parlamento Vasco.

## Biografía

### Inicios
Nació el 19 de enero de 1961 en Mundaca. De familia nacionalista vasca, se afilió siendo joven a EAJ-PNV y también formó parte de sus juventudes, EGI.
Se licenció en Derecho por la Universidad de Deusto y ejerció como abogado en asesorías jurídicas y compañías de seguros, antes de pasar al primer plano político.
En su juventud también vivió en Toronto, Canadá, donde pasó 13 años. Padre de dos hijos, está casado desde hace años con una zornotzarra.

### Cargos políticos e institucionales
Comenzó su andadura política en 2003, cuando resultó elegido alcalde de Amorebieta-Echano, cargo que ocupó hasta 2015.
Ese mismo año, en 2015, accedió al Parlamento Vasco en detrimento de Ana Otadui, cargo que todavía hoy ocupa.